# Кильдюшевский, Павел Николаевич
Павел Николаевич Кильдюше́вский (1799 — 20 ноября (2 декабря) 1858) — русский врач, доктор медицины, действительный статский советник, почётный гоф-хирург, главный доктор  московского странноприимного дома графов Шереметевых (Шереметевской больницы).

## Биография
Происходил из духовного сословия — сын священника. В 1820 году окончил Казанскую духовную семинарию.
Окончив в 1824 году курс в Московском отделении медико-хирургической академии лекарем 1-го отделения с серебряной медалью, он был назначен врачом в лейб-гвардии Финляндский полк с оставлением при академии исполняющим обязанности адъюнкт-профессора (утверждён в должности в июне 1826 года). После защиты диссертации «De usu forcipe obstetricae» 19 июля 1826 года получил степень доктора медицины и звание акушера. В мае 1827 года утверждён адъюнкт-профессором сравнительной анатомии и физиологии; одновременно состоял прозектором и с февраля 1829 года работал в основанном В. М. Рихтером Повивальном институте при Московском воспитательном доме. 
В 1830—1831 гг. был командирован на холеру в Саратов,  Тулу, Вольск и Данциг. 
С февраля 1831 года — ординарный профессор в Московской медико-хирургической академии; в 1838 году удостоен степени доктора медицины и хирургии. При закрытии Московской медико-хирургической академии стал с 1845 года профессором Повивального института. Основал в 1834 году Московское медико-фармацевтическое попечительство, пожертвовав 32 тысячи рублей и уговорив на большое пожертвование полковника гвардии Горихвостова.
В 1849 году пожалован почётным гоф-хирургом (придворным хирургом) и с 1853 года до конца жизни — оператор в Московской Шереметьевской больнице. 
Написал несколько сочинений на немецком языке о холере. Имел сына.